# Phaea canescens
Phaea canescens es una especie de escarabajo longicornio del género Phaea, tribu Tetraopini, subfamilia Lamiinae. Fue descrita científicamente por LeConte en 1852.

## Descripción
Mide 9-12 milímetros de longitud.

## Distribución
Se distribuye por Estados Unidos.